# اجرای ساختمان‌های بتن آرمه
اجرای ساختمان‌های بتن آرمه کتابی از مهدی قالیبافیان و کامیار سلطانی عربشاهی است که در سال ۱۳۶۸ منتشر و در مراسم کتاب سال جمهوری اسلامی ایران به‌عنوان کتاب شایسته تقدیر معرفی شد.